# 朱绍田
朱绍田（1912年—1992年），中国人民解放军将领、中国人民解放军开国少将。
曾任铁道工程第5师师政委。1955年，授予中国人民解放军少将。